# Heidi
Heidi ist ein weiblicher Vorname.

## Herkunft und Bedeutung
Beim Namen Heidi handelt es sich um einen Diminutiv verschiedener Namen die mit dem althochdeutschen Element heit „Typ“, „Sorte“, „Art“, „Erscheinung“ beginnen oder enden, insbesondere von Adelheid.

## Verbreitung
Im englischen Sprachraum nahm die Popularität des Namens kurz nach dem Erscheinen des Filmes Heidi im Jahr 1937 zu. Er basiert auf den gleichnamigen Kinderbüchern von Johanna Spyri. In den USA zählte der Name von 1966 bis 1983 zu den 100 meistgewählten Mädchennamen, erreichte jedoch nie Spitzenplatzierungen. Seit den 1990er Jahren wird der Name nur noch selten vergeben. Zuletzt stand er auf Rang 395 der Vornamenscharts. Im Vereinigten Königreich zählt der Name zur Top-100 der Vornamenscharts. Wurde der Name in England und Wales um die Jahrtausendwende noch eher selten vergeben, nahm seine Beliebtheit im Laufe der 2000er Jahre zu. Seit 2009 gehört er zu den 100 meistgewählten Mädchennamen, findet sich jedoch stets am Ende dieser Hitliste. Im Jahr 2020 belegte er Rang 95. Ein ähnliches Bild zeigt sich in Schottland, wo der Name im Jahr 2021 auf Rang 89 der Hitliste stand. In Nordirland kommt der Name etwas häufiger vor. Dort erreichte er im Jahr 2021 Rang 48 der Vornamenscharts.
In Norwegen war der Name vor allem in den 1960er und 1970er Jahren beliebt. Von 1961 bis 1973 zählte er zu den 10 meistvergebenen Mädchennamen und erreichte dabei zweimal Rang 2 der Hitliste. Vor allem in den 1990er Jahren sank seine Popularität stark. Im Jahr 1999 erreichte er zuletzt eine Platzierung in der Top-100 der Vornamenscharts.
In Deutschland war der Name Heidi Ende der 1930er und Anfang der 1940er Jahre besonders beliebt. Als höchste Platzierung erreichte er in den Jahren 1942 und 1943 Rang 16 der Hitliste. Bis in die 1960er Jahre hinein zählte der Name zu den 100 meistgewählten Mädchennamen in den 1970er Jahren geriet der Name schließlich außer Mode. Seit der Jahrtausendwende wird Heidi wieder häufiger als Vorname gewählt, jedoch ist der Name nach wie vor eher selten. Im Jahr 2021 belegte Heidi in den Vornamenscharts Rang 202. Besonders häufig wird er dabei in Thüringen und Mecklenburg-Vorpommern vergeben.

## Varianten
- Dänisch: Haidi, Heidie, Hejdi
- Deutsch: Heide, Heida
- Englisch: Heidie, Heidy
- Estnisch: Haide, Heidy
- Niederländisch: Heidie
- Schwedisch: Haidi, Haidy

Für weitere Varianten: siehe die jeweilige Vollform

## Namensträgerinnen
- Heidi Abel (1929–1986), Schweizer Fernseh- und Radiomoderatorin
- Heidi Achleitner (* 1972), österreichische Skibobfahrerin
- Heidi Attenberger (* 1962), deutsche Ruderin
- Heidi Beutin (* 1945), deutsche Publizistin, Gewerkschafterin und Friedensaktivistin
- Heidi Biebl (1941–2022), deutsche Skirennläuferin, Olympiasiegerin 1960
- Heidi Brühl (1942–1991), deutsche Schlagersängerin, Entertainerin und Schauspielerin
- Heidi Eisterlehner (1949–2025), deutsche Tennisspielerin
- Heidi Fleiss (* 1965), US-amerikanische Prostituierte
- Heidy Forster (1931–2023), schweizerisch-deutsche Schauspielerin
- Heidi-Elke Gaugel (* 1959), deutsche Leichtathletin
- Heidi Genée (1938–2005), deutsche Filmeditorin und Regisseurin
- Heidi Greni (* 1962), norwegische Politikerin
- Heidi Handorf (* 1949), deutsche Filmeditorin
- Heidi Hansen (* 1952), deutsche Schauspielerin
- Heidi Happy (* 1980 als Priska Zemp), Schweizer Popmusikerin
- Heidi Hetzer (1937–2019), deutsche Unternehmerin und Rallyefahrerin
- Heidi Horten (1941–2022), österreichische Kaufhaus-Erbin, Mäzenin, Philanthropin und Kunstsammlerin
- Heidi Kabel (1914–2010), deutsche Volksschauspielerin
- Heidi Kang (* 1939), deutsch-koreanische Germanistin, Autorin und Übersetzerin
- Heidi Klum (* 1973), deutsches Mannequin und Fotomodell
- Heidi Knake-Werner (* 1943), deutsche Politikerin und Senatorin in Berlin
- Heidi Krohn (* 1934), finnische Schauspielerin
- Heidi Lambert-Lang (1937–2023), deutsche Juristin, Richterin am Bundesgerichtshof
- Heidi Nordby Lunde (* 1973), norwegische Politikerin
- Heidi Mahler (* 1944), deutsche Volksschauspielerin
- Heidi Mohr (1967–2019), deutsche Fußballspielerin
- Heidi Montag (* 1986), US-amerikanische Reality-TV-Darstellerin und Sängerin
- Heidy Margrit Müller (* 1952), Schweizer Germanistin
- Heidi Paris (1950–2002), deutsche Verlegerin, Schriftstellerin und Künstlerin
- Heidi Pataki (1940–2006), österreichische Lyrikerin und Essayistin
- Heidi Preuss (* 1961), US-amerikanische Skirennläuferin
- Heidi Range (* 1983), britische Popsängerin (Atomic Kitten, Sugababes)
- Heidi Schmid (* 1938), deutsche Fechterin
- Heidi Schmidt (1972–2010), deutsche Schriftstellerin
- Heidi Schüller (* 1950), deutsche Leichtathletin und Ärztin
- Heidi Sørensen (* 1970), norwegische Naturschützerin und Politikerin
- Heidi Specker (* 1962), deutsche Künstlerin
- Heidy Stangenberg-Merck (1922–2014), deutsche Malerin
- Heidi Stern, bekannt als Jennifer Rush (* 1960), US-amerikanische Sängerin
- Heidi Swedberg (* 1966), US-amerikanische Schauspielerin
- Heidi Voelker (* 1969), US-amerikanische Skirennläuferin
- Heidi Wagner-Kerkhof (* 1945), deutsche Bildhauerin und Medaillerin
- Heidi Weigelt (* 1945), deutsche Schauspielerin
- Heidi Weng (* 1991), norwegische Skilangläuferin
- Heidi Wiesler (* 1960), deutsche Skirennläuferin
- Heidi Witzig (* 1944), Schweizer Historikerin
- Heidi Zeller-Bähler (* 1967), Schweizer Skirennläuferin
- Heidi Zurbriggen (* 1967), Schweizer Skirennläuferin